# Парк с водопадите (Воден)
Паркът с водопадите (на гръцки: Πάρκο των Καταρρακτών) е парк в македонския град Воден (Едеса), Гърция. Разположен е в източната част на града и граничи на юг с традиционния квартал Вароша. На южната му граница е разположена Воденската фабрика за конопени въжета, паметник на културата.
Забележителните водопади са се формирали в XIV век след силен природен феномен, може би земетресение, по време на което се пропукват скалите и през тези пукнатини пробиват водите на реката, задържани в езерото, което е съществувало в западната част на града.
Районът на парка е християнското гробище на града до германската окупация по време на Втората световна война. В лятото на 1942 година германците премахват гробището и създават парковото пространство с цветни лехи, градини, дървета и два плувни басейна за войниците.
След края на войната паркът преминава към общината, която се грижи за поддържането му и изграждането на инфраструктура, за да го направи по-достъпен. В 60-те години на ХХ век се взема решение да се унищожи парка и да се създаде друго езеро, което да генерира по-голяма електрическа мощност. Последва остра реакция сред обществеността и интензивни протести. В резултат правителството на Караманлис подава оставка и паркът с водопадите е запазен.
В миналото е имало 11 водопада, от които са останали 7 и само 2 от тях са достъпни. Най-големият водопад се казва Каранос (Κάρανος) и е с височина 70 метра. Водите на водопадите нямат постоянен поток, тъй като се регулират от водноелектрическата централа във Владово (Аграс).